# Neodiprion
Genre
Neodiprion est un genre d'insectes de l'ordre des hyménoptères et du sous-ordre des symphytes, appelés diprions ou tenthrèdes.

## Espèces
Le genre Neodiprion est composé de 14 espèces :
- Neodiprion abietis (Harris) - Diprion du Sapin baumier
- Neodiprion burkei Middleton - Diprion du Pin tordu
- Neodiprion dubiosus Schedl
- Neodiprion excitans Rohwer
- Neodiprion lecontei (Fitch) - Diprion de LeConte
- Neodiprion merkeli Ross
- Neodiprion nanulus Schedl
- Neodiprion pinetum (Norton) - Diprion du Pin blanc
- Neodiprion pratti (Dyar)
- Neodiprion rugifrons Middleton - Diprion à tête rouge du Pin gris
- Neodiprion sertifer (Geoffroy) - Lophyre roux[1], Diprion du Pin sylvestre, Tenthrède européenne du Pin ou encore Tenthrède bilignée
- Neodiprion swainei Middleton - Diprion de Swaine
- Neodiprion taedae Ross
- Neodiprion tsugae Middleton - Diprion de la Pruche